# Месяцев, Евгений Алексеевич
Евгений Алексеевич Ме́сяцев (род. 9 ноября 1938) — советский и российский журналист, военный корреспондент, киносценарист.

## Биография
Родился 9 ноября 1938 года в Советской Гавани (Хабаровский край).
Учился в военно-морском авиационном училище. Окончил факультет журналистики Московского государственного университета имени М. В. Ломоносова.
Работал военным корреспондентом газет «Известия» и «Неделя», спецкором журнала «Смена».
Дебютировал как киносценарист фильмом «В зоне особого внимания», в дальнейшем зарекомендовав себя как автор острых сюжетов на армейские темы:

Отдавая должное всем, кто работал над фильмом «Случай в квадрате 36-80», повторим, что роль сценариста в нём — особенная. Со времен картины «В зоне особого внимания», за которой вскоре последовал фильм «Ответный ход», Евгений Месяцев пользуется репутацией знатока армейской жизни. Знатока, может быть, пристрастного, влюбленного и потому способного оценить не только её парадно-праздничные внешние формы, но и, как ни странно это может прозвучать, её философский, глубинный смысл. Воинскую службу Месяцев показывает как работу особого рода, требующую от людей исключительных физических и духовных качеств.— журнал «Искусство кино», 1983

## Фильмография
- 1977 — В зоне особого внимания
- 1981 — Ответный ход
- 1982 — Случай в квадрате 36-80
- 1983 — Возвращение с орбиты
- 1985 — Грубая посадка
- 1985 — Одиночное плавание
- 1986 — Перехват
- 1988 — Белые вороны
- 1989 — Делай — раз!
- 1989 — Груз 300
- 1998 — Чёрный океан
- 2007 — 07-й меняет курс
- 2008 — Второе дыхание

## Награды и премии
- Государственная премия РСФСР имени братьев Васильевых (1980) — за сценарий художественного фильма «В зоне особого внимания» (1977) производства киностудии «Мосфильм»[2]